# 索斯尼夫卡 (佐洛喬夫區)
50°21′8″N 36°6′26″E / 50.35222°N 36.10722°E
索斯尼夫卡（烏克蘭語：Соснівка）是位於烏克蘭東部的村莊，由哈爾科夫州博霍杜希夫區的佐洛奇夫市鎮負責管轄。該村面積0.11平方公里，海拔高度181米，2001年人口13，人口密度每平方公里114人。